# ONE Fight Night 7
ONE Fight Night 7: Andrade vs. Lineker 2 fue un evento de deportes de combate producido por ONE Championship llevado a cabo el 25 de febrero de 2023, en el Lumpinee Boxing Stadium en Bangkok, Tailandia.

## Historia
El evento estaba originalmente programado para el 11 de febrero en Centro de Convenciones de Yakarta en Yakarta, Indonesia. Sin embargo, el evento fue trasladado al Lumpinee Boxing Stadium en Bangkok, Tailandia y programado para el 25 de febrero.
Una revancha por el Campeonato Mundial Vacante de Peso Gallo de ONE entre el contendiente #1 Fabricio Andrade y el ex-campeón John Lineker encabezó el evento. Ambos se enfrentaron previamente en ONE on Prime Video 3, donde Lineker fue despojado del título cuando no dio el peso para su defensa titular, y la pelea terminó en un sin resultado por un golpe bajo accidental que dejó a Lineker incapaz de continuar durante el tercer asalto.
Una pelea por el Campeonato Mundial de Muay Thai de Peso Pluma de ONE entre el actual campeón Tawanchai P.K. Saenchai y el rankeado #2 Jamal Yusupov fue llevada a cabo en el evento.
Una pelea de submission grappling entre Danielle Kelly y la ex-retadora al título de peso paja femenino de ONE Ayaka Miura ocurrió en el evento.
Una pelea de peso pluma entre el ex-Campeón Mundial de Peso Pluma y Peso Ligero de ONE Martin Nguyen y Shamil Gasanov estaba programada para el evento. Sin embargo, Gasanov fue forzado a retirarse debido a una infección derivada de una lesión, y fue reemplazado por el debutante Razhab Shaydullaev. Sin embargo, Shaydullaev fue forzado a retirarse y fue reemplazado por Leonardo Casotti

## Resultados
1. ↑  Por el Campeonato Mundial Vacante de Peso Gallo de ONE.
2. ↑  Por el Campeonato Mundial de Muay Thai de Peso Pluma de ONE.

## Bonificaciones
Los siguientes peleadores recibieron bonos de $50.000.
- Actuación de la Noche: Tawanchai P.K. Saenchai y Tommy Langaker